# Jon McLaughlin (futbolista)
Jonathan Peter McLaughlin (Edimburgo, Escocia, 9 de septiembre de 1987) es un futbolista escocés. Juega de portero y se encuentra sin equipo. Es internacional absoluto con la selección de Escocia dese el año 2018.

## Trayectoria

### Inicios
McLaughlin comenzó su carrera en los clubes amateur Harrogate Railway Athletic F. C. y Harrogate Town.

### Bradford City
Fichó por el Bradford City en mayo de 2008 luego de entrenar con el primer equipo por un año. Debutó en la Football League en el encuentro final de la temporada 2008-09, el 2 de mayo de 2009 contra el Chesterfield.
Renovó su contrato con el club por tres años en junio de 2010.
Luego de jugar la final de la Copa de la Liga 2012-13 con el Bradford, McLaughlin ganó la titularidad en el equipo, donde además jugó la final de los play-offs de la League Two en mayo de 2013, ganando el ascenso a la League One.
Se ganó la confianza del técnico en la tercera división, y fue el único jugador del equipo en estar en todos los encuentros de la liga ese año.
El portero escocés dejó el club en julio de 2014.

### Burton Albion
El 23 de julio de 2014, McLaughlin fichó por un año por el Burton Albion. Ganó el ascenso a la League One con su nuevo club en su primera temporada. Fue liberado por el club al término de la temporada 2016-17.

### Heart of Midlothian
En agosto de 2017, luego de pasar a prueba en el equipo, fichó por un año por el Herat of Midlothian de la Scottish Premiership. Debutó con los corazones el 9 de septiembre, en el empate 0-0 contra el Aberdeen en el Murrayfield. Dejó el club el 31 de mayo de 2018 luego de que su contrato con el club terminara.

### Sunderland
En junio de 2018 fichó por el Sunderland de la League One.
Tras dos años en los black cats, en junio de 2020 se hizo oficial su vuelta a Escocia para jugar en el Rangers F. C. las dos siguientes temporadas. Estuvo cuatro y dejó el club en junio de 2024 al expirar su contrato. Entonces estuvo un par de meses sin equipo y en agosto firmó por el Swansea City A. F. C., club que dejó a final de temporada.

## Selección nacional
McLaughlin fue llamado a la selección de Escocia por primera vez en marzo de 2018. Debutó con el equipo nacional el 2 de junio de 2018 en la derrota por 1-0 ante México.

## Estadísticas

### Clubes
Actualizado al último partido disputado el 12 de enero de 2025.
| Club | Div.          | Temporada     | Liga(1) | Liga(1) | Copas nacionales(2) | Copas nacionales(2) | Copas internacionales(3) | Copas internacionales(3) | Total | Total |
| Club | Div.          | Temporada     | Part.   | Goles   | Part.               | Goles               | Part.                    | Goles                    | Part. | Goles |
| --- | ------------- | ------------- | ------- | ------- | ------------------- | ------------------- | ------------------------ | ------------------------ | ----- | ----- |
| Harrogate Town A. F. C. Inglaterra | 6.ª           | 2007-08       | 21      | 0       | 0                   | 0                   | —                        | —                        | 21    | 0     |
| Harrogate Town A. F. C. Inglaterra | Total club    | Total club    | 21      | 0       | 0                   | 0                   | 0                        | 0                        | 21    | 0     |
| Bradford City A. F. C. Inglaterra | 4.ª           | 2008-09       | 1       | 0       | 0                   | 0                   | —                        | —                        | 1     | 0     |
| Bradford City A. F. C. Inglaterra | 4.ª           | 2009-10       | 7       | 0       | 0                   | 0                   | —                        | —                        | 7     | 0     |
| Bradford City A. F. C. Inglaterra | 4.ª           | 2010-11       | 25      | 0       | 3                   | 0                   | —                        | —                        | 28    | 0     |
| Bradford City A. F. C. Inglaterra | 4.ª           | 2011-12       | 23      | 0       | 5                   | 0                   | —                        | —                        | 28    | 0     |
| Bradford City A. F. C. Inglaterra | 4.ª           | 2012-13       | 26      | 0       | 7                   | 0                   | —                        | —                        | 33    | 0     |
| Bradford City A. F. C. Inglaterra | 3.ª           | 2013-14       | 46      | 0       | 2                   | 0                   | —                        | —                        | 48    | 0     |
| Bradford City A. F. C. Inglaterra | Total club    | Total club    | 128     | 0       | 17                  | 0                   | 0                        | 0                        | 145   | 0     |
| Burton Albion F. C. Inglaterra | 4.ª           | 2014-15       | 45      | 0       | 3                   | 0                   | —                        | —                        | 48    | 0     |
| Burton Albion F. C. Inglaterra | 3.ª           | 2015-16       | 45      | 0       | 0                   | 0                   | —                        | —                        | 45    | 0     |
| Burton Albion F. C. Inglaterra | 2.ª           | 2016-17       | 43      | 0       | 2                   | 0                   | —                        | —                        | 45    | 0     |
| Burton Albion F. C. Inglaterra | Total club    | Total club    | 133     | 0       | 5                   | 0                   | 0                        | 0                        | 138   | 0     |
| Heart of Midlothian F. C. Escocia | 1.ª           | 2017-18       | 33      | 0       | 3                   | 0                   | —                        | —                        | 36    | 0     |
| Heart of Midlothian F. C. Escocia | Total club    | Total club    | 33      | 0       | 3                   | 0                   | 0                        | 0                        | 36    | 0     |
| Sunderland A. F. C. Inglaterra | 3.ª           | 2018-19       | 49      | 0       | 6                   | 0                   | —                        | —                        | 55    | 0     |
| Sunderland A. F. C. Inglaterra | 3.ª           | 2019-20       | 32      | 0       | 3                   | 0                   | —                        | —                        | 35    | 0     |
| Sunderland A. F. C. Inglaterra | Total club    | Total club    | 81      | 0       | 9                   | 0                   | 0                        | 0                        | 90    | 0     |
| Rangers F. C. Escocia | 1.ª           | 2020-21       | 11      | 0       | 2                   | 0                   | 1                        | 0                        | 14    | 0     |
| Rangers F. C. Escocia | 1.ª           | 2021-22       | 8       | 0       | 7                   | 0                   | 1                        | 0                        | 16    | 0     |
| Rangers F. C. Escocia | 1.ª           | 2022-23       | 10      | 0       | 1                   | 0                   | 5                        | 0                        | 16    | 0     |
| Rangers F. C. Escocia | 1.ª           | 2023-24       | 0       | 0       | 0                   | 0                   | 0                        | 0                        | 0     | 0     |
| Rangers F. C. Escocia | Total club    | Total club    | 29      | 0       | 10                  | 0                   | 7                        | 0                        | 46    | 0     |
| Swansea City A. F. C. Gales | 2.ª           | 2024-25       | 0       | 0       | 1                   | 0                   | ―                        | ―                        | 1     | 0     |
| Swansea City A. F. C. Gales | Total club    | Total club    | 0       | 0       | 1                   | 0                   | 0                        | 0                        | 1     | 0     |
| Total carrera | Total carrera | Total carrera | 425     | 0       | 45                  | 0                   | 7                        | 0                        | 477   | 0     |
| (1) Incluye datos de los play-offs de ascenso de League One y League Two. (2) Incluye datos de FA Cup, Copa de la Liga de Inglaterra, Football League Trophy, Copa de la Liga de Escocia y Copa de Escocia. (3) Incluye datos de Liga de Campeones de la UEFA y Liga Europa de la UEFA |               |               |         |         |                     |                     |                          |                          |       |       |

### Selección nacional
| Selección        | Temporada | Amistosos | Amistosos | Europa | Europa | Mundial | Mundial | Total | Total |
| Selección        | Temporada | Part.     | Goles     | Part.  | Goles  | Part.   | Goles   | Part. | Goles |
| ---------------- | --------- | --------- | --------- | ------ | ------ | ------- | ------- | ----- | ----- |
| Absoluta Escocia | 2018      | 1         | 0         | 0      | 0      | -       | -       | 1     | 0     |
| Absoluta Escocia | 2019      | 0         | 0         | 1      | 0      | -       | -       | 1     | 0     |
| Absoluta Escocia | Total     | 1         | 0         | 1      | 0      | 0       | 0       | 2     | 0     |

## Palmarés

### Títulos nacionales
| Título                     | Club                | País       | Año     |
| -------------------------- | ------------------- | ---------- | ------- |
| Football League Two        | Burton Albion F. C. | Inglaterra | 2014-15 |
| Scottish Premiership       | Rangers F. C.       | Escocia    | 2020-21 |
| Copa de Escocia            | Rangers F. C.       | Escocia    | 2021-22 |
| Copa de la Liga de Escocia | Rangers F. C.       | Escocia    | 2023-24 |

### Distinciones individuales
| Distinción                           | Año     |
| ------------------------------------ | ------- |
| Equipo del año de la PFA: League One | 2015-16 |